# Дуэль (фильм, 1981)
«Дуэль» (рум. Duelul, в советском прокате — «Комиссар полиции и Малыш») — первый по хронологии и предпоследний по времени съёмок фильм из цикла приключений комиссара Миклована. Играющему главную роль 29-летнего комиссара полиции, румынскому режиссёру Серджиу Николаеску уже было за пятьдесят.

## Сюжет
Идёт сентябрь 1939 года. Нацистская Германия уже вторглась в Польшу. Молодой комиссар полиции Бухареста Тудор Миклован расследует ограбление банка, в котором погибли двое охранников.
В самой Румынии пришедший к власти профашистский режим маршала Антонеску всячески поддерживает «молодое поколение» — боевиков из организации «Железная гвардия», так называемых «легионеров». Румынские деловые круги, предчувствуя скорый приход к власти в стране легионеров, понимая, что тех уже нельзя остановить, решают их поддержать: и деньгами, и оружием. Вложив крупную сумму денег в банк, они сами же и организуют его ограбление. Но им ещё неизвестно, что дело об ограблении попадёт в руки молодого и принципиального комиссара Миклована: честного, но аполитичного полицейского, в борьбе с преступностью полагающегося, главным образом, на свой револьвер и стрелковые навыки. Параллельно с расследованием комиссар берёт шефство над оравой румынских беспризорников.

## Действующие лица
| Актёр                    | Советский дубляж    | Персонаж                                   |
| ------------------------ | ------------------- | ------------------------------------------ |
| Серджиу Николаеску       | Феликс Яворский     | Тудор Миклован, комиссар полиции Бухареста |
| Жан Константин           | Юрий Саранцев       | Лимба, вор-карманник                       |
| Ион Ритю                 | Алексей Золотницкий | Рика Пазарин, молодой мафиозо              |
| Коля Рэуту               | Константин Тыртов   | Григоре Маймука, теневой делец             |
| Йон Бесою                | Владимир Ивашов     | Вишан Наводяну, префект Бухареста          |
| Штефан Михаилеску-Браиля |                     | Прикоп                                     |
| Овидиу Юлиу Молдован     |                     | Тику Добреску, помощник Маймуки            |

## Музыка
Звуковое сопровождение фильма включает отрывки из композиций групп The Alan Parsons Project («Lucifier») и Cerrone («In The Smoke», «Give Me Love»).